# Thiệu
Thiệu là một họ của người châu Á. Họ này có mặt ở Việt Nam, Trung Quốc (chữ Hán: 邵, Bính âm: Shào) và Triều Tiên (Hangul: 소, Romaja quốc ngữ: So). Họ này xếp thứ 102 trong danh sách Bách gia tính, về mức độ phổ biến họ này xếp thứ 84 ở Trung Quốc theo thống kê năm 2006.

## Người Việt Nam họ Thiệu nổi tiếng
- Thiệu Ánh Dương là một diễn viên nổi tiếng một thời của Điện ảnh Việt Nam,Thiệu Ánh Dương đạt giải nam diễn viên xuất sắc nhất trong Liên hoan phim Việt Nam lần thứ 11, năm 1996.

## Người Trung Quốc họ Thiệu nổi tiếng
- Thiệu Ung, nhà tư tưởng thời Bắc Tống
- Anh em Thiệu Nhân Mai, Thiệu Dật Phu, những người sáng lập hãng Thiệu Thị ở Hồng Kông
- Thiệu Giai Nhất (Shao Jiayi), cầu thủ bóng đá Trung Quốc
- Thiệu Mỹ Kỳ, diễn viên Hồng Kông